# Andrés Tello
Andrés Tello (Medellín, 6 de setembro de 1996) é um futebolista profissional colombiano que atua como meia.

## Carreira
Andrés Tello começou a carreira no Envigado.